# フリッツ・ヴェンデル
フリッツ・ヴェンデル（Fritz Wendel、1915年2月21日 – 1975年2月9日）はドイツのパイロットである。1930年代から1940年代にメッサーシュミットのテスト・パイロットを務めた。
学生時代から航空に興味をもち、空軍の飛行教官を務めた後、1936年にメッサーシュミットにテスト・パイロットとして雇われ、後に主任テスト・パイロットとなった。
1938年4月26日にDB 601ARJエンジンに換装した Me 209 V1でそれまでにHe100が記録していたレシプロ陸上機のは直線飛行の速度記録を更新する755.13km/hを記録した。1942年7月18日にはメッサーシュミット Me262のジェットエンジンのみでの初飛行に成功した。
第二次世界大戦の後には、結婚してアウクスブルクの醸造所を経営した。1950年10月30日に、アウクスブルク航空クラブ"Augsburger Verein für Luftsport (AVL)"の設立者の1人となった。また、アウクスブルク滑空機クラブ"Augsburger Verein für Luftsport (AVL)"で役職を務めた。